# Babet
Babet, pseudonimo di Élisabeth Maistre (Istres, 4 settembre 1977), è una cantante e musicista francese.

## Biografia
Si fa notare molto giovane per il fascino della sua voce e le sue capacità musicali: suona, infatti, senza problemi il violino, la chitarra e le tastiere.
Nel 1997 si fa conoscere al grande pubblico quando è ingaggiata dal gruppo musicale francese Dionysos. Per lei, ancor ventenne, è un successo, agevolato anche dall'aspetto delizioso e da un notevole carisma.

Dopo dieci anni di carriera, pur non lasciando la sua band, intraprende un'esperienza solista.

## Discografia

### Album (con i Dionysos)
- 2007: La Mécanique du cœur
- 2007: Monsters In Live (Live)
- 2005: Monsters In Love
- 2003: Whatever The Weather
- 2002: Western sous la neige
- 2001: Old School Recordings
- 1999: Haïku
- 1998: The Sun is blue like the eggs in Winter

### Album
- 2007: Drôle d'oiseau
- 2010: Piano Monstre

### Singoli
- 2007: le Marin